# Монро (Вашингтон)
Монро (англ. Monroe) — город в округе Снохомиш, штат Вашингтон, США . Он расположен у слияния рек Скайкомиш, Снохомиш и Сноквалми у Каскадных гор, на расстоянии 30 миль (48 км) к северо-востоку от Сиэтла. Население Монро составляло 17 304 человека по результатам переписи 2010 года и было оценено в 19 776 человек в 2019 году.
Монро был основан в 1864 году как город Парк-Плейс, расположенный на слиянии рек в числе нескольких существующих поселений в долине Тулако. На месте города ранее был торговый пост, которым пользовались коренные жители Скайкомиш. Парк-Плейс был переименован в Монро в 1890 году в честь президента США Джеймса Монро, и был перенесён на северо-восток, ближе к Большой Северной железной дороге, которая была построена в 1892 году. Монро был инкорпорирован в 1902 году; в городе был построен крупный завод по производству сгущённого молока, а также размещено государственное исправительное учреждение.
В конце XX века Монро стал пригородным спальным районом, обслуживая пассажиров Эверетта, Сиэтла и Истсайда. Здесь находится исправительный комплекс Монро, который в 1998 году поглотил изначально созданное исправительное учреждение. Ежегодно в конце лета в городе проводится ярмарка Evergreen State Fair. Город расположен на стыке двух автомагистралей, 2-й трассы США и государственной трассы 522, которые были расширены в конце XX века для обслуживания пассажиров.